# Discografia dei Dark Moor
Questa voce contiene l'intera discografia della band spagnola Dark Moor.

## Album in studio
- 1999 - Shadowland
- 2000 - The Hall of the Olden Dreams
- 2002 - The Gates of Oblivion
- 2003 - Dark Moor
- 2005 - Beyond the Sea
- 2007 - Tarot
- 2009 - Autumnal
- 2010 - Ancestral Romance

## Extended play
- 2001 - The Fall of Melnibone
- 2003 - Between Light and Darkness

## Raccolte
- 2001 - Homenaje a Ñu
- 2002 - Iron Warriors

## Singoli
- 2003 - From Hell

## Tributi
- 2000 - The Keepers of Jericho (tributo agli Helloween, con il brano Halloween)
- 2001 - Homenaje a Ñu (tributo agli Ñu, con il brano Cuentos de Ayer y de Hoy)
- 2004 - Tribute to a Mad Man (tributo a Ozzy Osbourne)